# 脇本陣

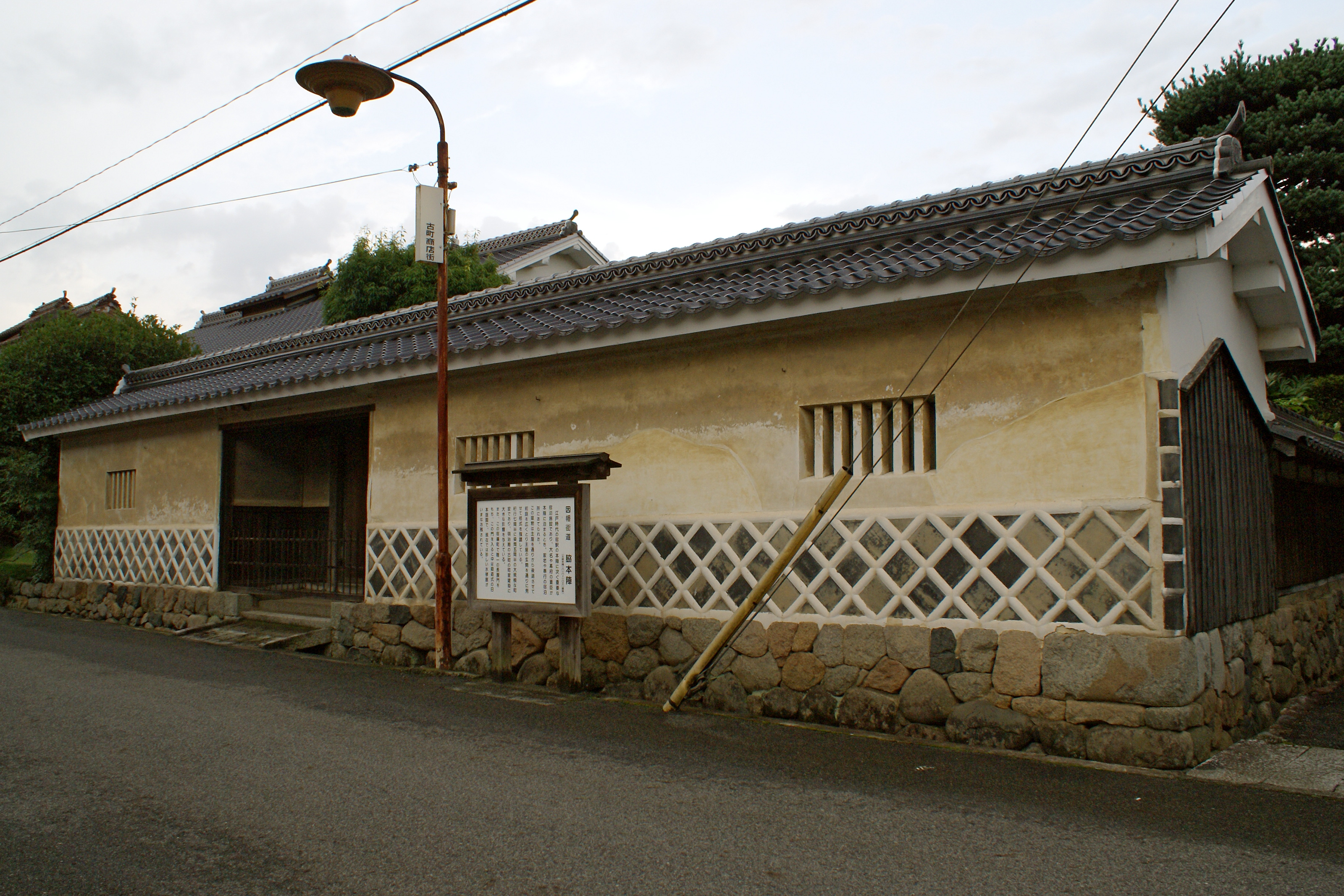
因幡街道大原宿脇本阵

脇本阵是宿场中本阵以外的预备设施。参勤交代的时候比较大的藩如果光本阵住不下的时候，相对下级的武士就住在脇本阵里。脇本阵平时也提供一般过路人住宿。
脇本阵的建筑规模比本阵略小，但是内部摆设并不逊色，房间布置也有上下级别之分。
本阵和脇本阵只为大名和高级武士服务，进入明治时期随着铁路出现，街道和宿场逐渐凋落，因此本阵和脇本阵为了维持经营也向平民百姓开放。其中与津的脇本阵水口屋建立了从品川宿到伊勢的优良旅馆组合「一新讲社」。伊藤博文，山县有朋在风光明媚的与津访问时都数次在水口屋投宿。

## 现存的脇本阵
- 东海道旧舞坂宿脇本阵（静冈县滨松市）
- 中山道旧太田宿脇本阵（岐阜县美浓加茂市）
- 山阳道旧矢掛宿脇本阵（冈山县矢掛町）
- 羽州街道楢下宿（山形县上山市）
  - 泷泽屋
  - 庄内屋

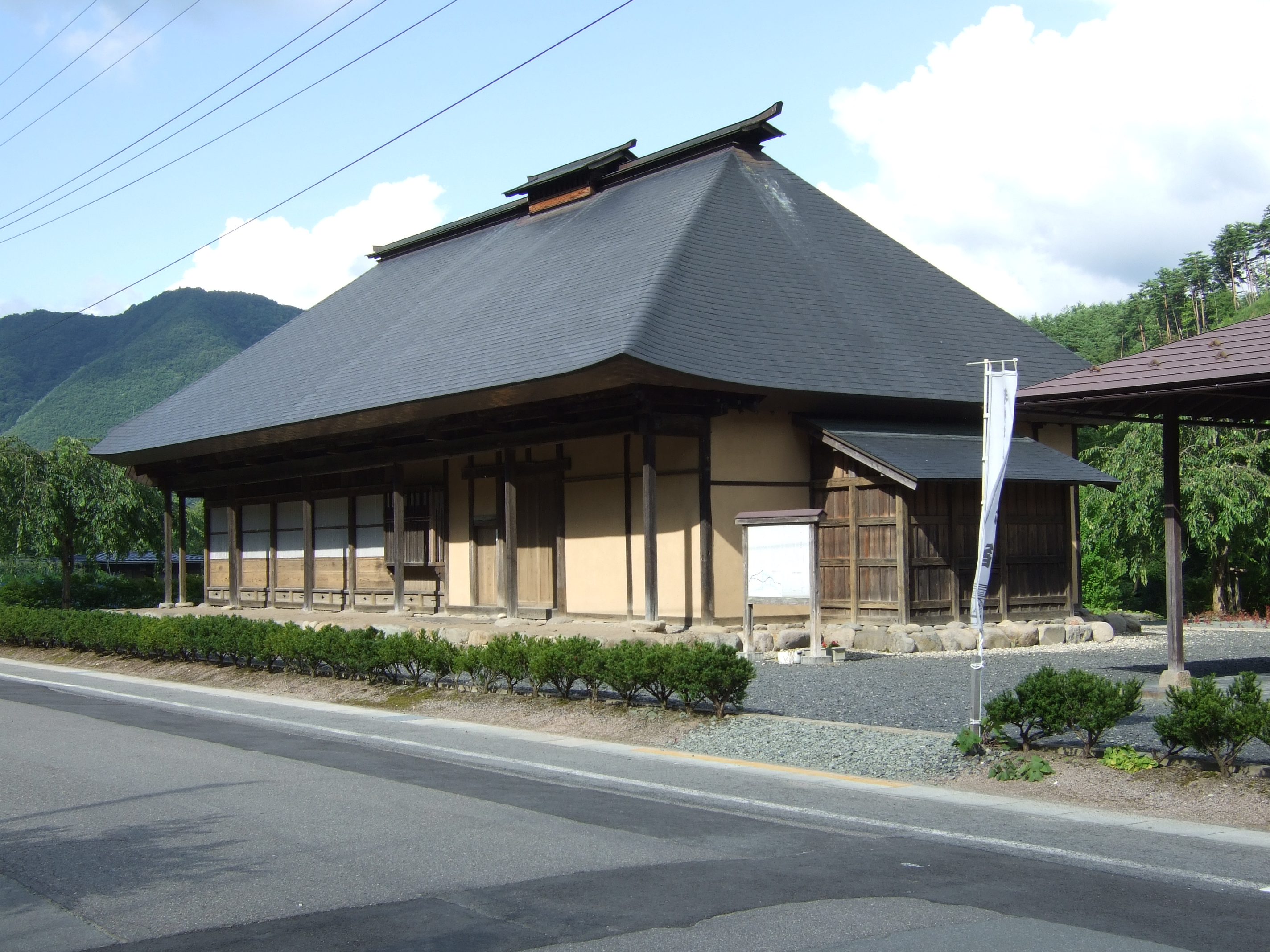
羽州街道楢下宿泷泽屋
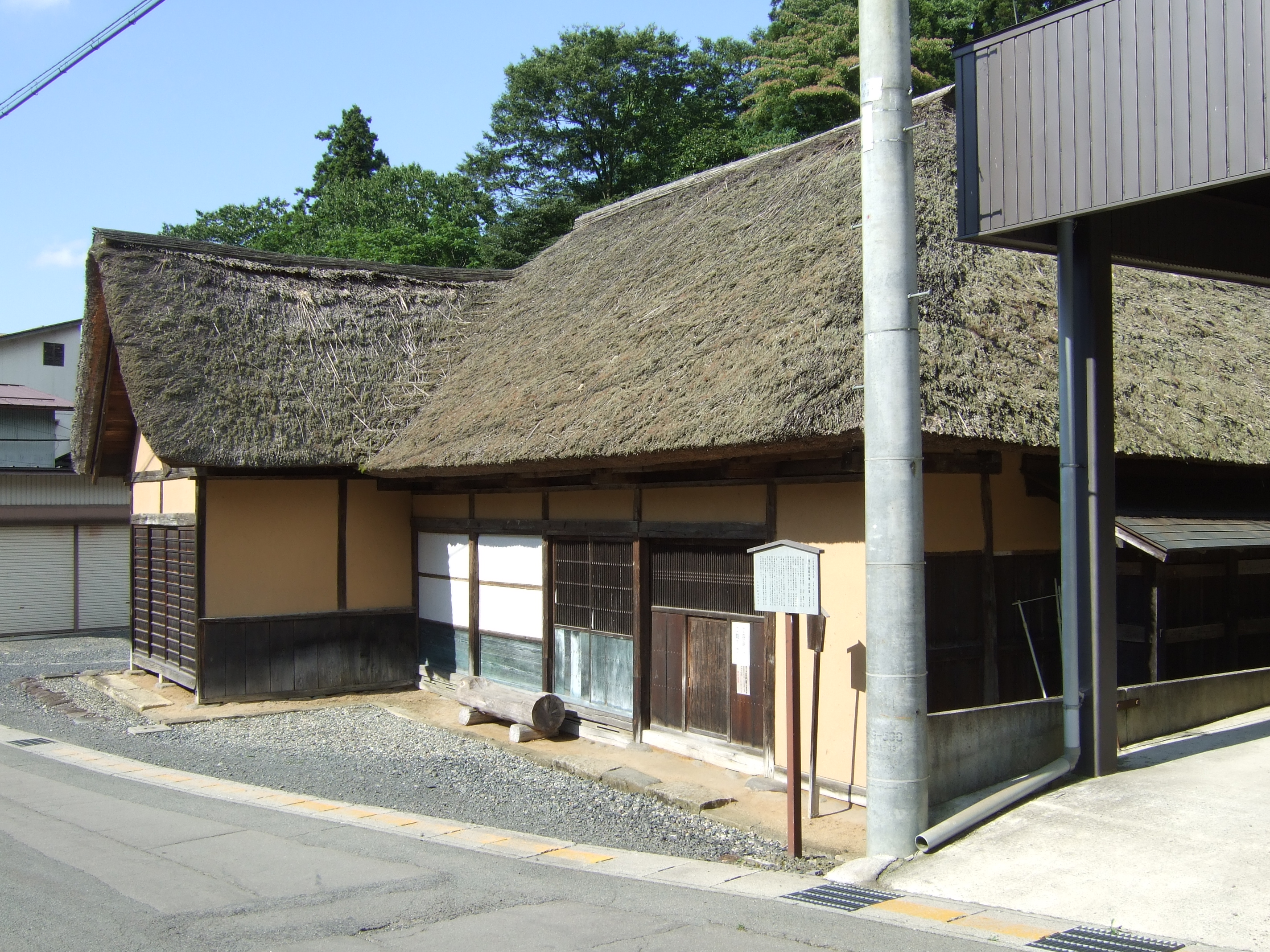
羽州街道楢下宿庄内屋